# Kabupaten Karo
Kabupaten Karo är ett kabupaten i Indonesien.   Det ligger i provinsen Sumatera Utara, i den västra delen av landet, 1 400 km nordväst om huvudstaden Jakarta. Antalet invånare är 381 603.